# Richard-Wagner-Straße (München)
Die Richard-Wagner-Straße ist eine Straße in der bayerischen Landeshauptstadt München. Benannt ist sie nach dem Komponisten Richard Wagner (1813–1883), der in den Jahren 1864/65 in unmittelbarer Nachbarschaft in der Brienner Straße 37 lebte.

## Lage
Die kurze Straße wurde 1897 im Zuge der planmäßigen Bebauung der Maxvorstadt angelegt und bildet Teil des großen rechtwinkligen Straßengevierts dieses Stadtteils. Sie führt von der Brienner Straße in nordöstlicher Richtung zur Gabelsbergerstraße. Etwa auf halber Höhe ist sie abgeknickt.

## Geschichte
Die Häuser der Straße wurden zwischen 1899 und 1906 meist nach Entwürfen des Architekten Leonhard Romeis (1854–1904) errichtet. Bei der Gestaltung zitierte er, ganz dem Zeitgeschmack des späten Historismus folgend, verschiedene Bauepochen, um den Eindruck einer gewachsenen Straße zu erwecken. Die reiche Gliederung der Häuser, die heute noch im Wesentlichen erhalten ist, schafft einen besonders malerischen, in sich geschlossenen Bereich, der als Ensemble unter Denkmalschutz steht. Die elf noch erhaltenen historischen Häuser dieser Straße stehen außerdem als Einzelbaudenkmäler unter Denkmalschutz. Jüngeren Datums sind das Brienner Forum (ehemals die Hauptverwaltung des Energiekonzerns E.ON, jetzt Sitz der Hochschule für Politik München) sowie ein städtischer Kindergarten (Nr. 14) und ein Studentenwohnheim (Nr. 16).
Die Nähe zum Königsplatz machte die Straße zu einer Adresse des gehobenen Bürgertums. So lebte der Brauereibesitzer Joseph Schülein (1854–1938) bis zu seinem Umzug nach Gut Kaltenberg dort (Nr. 7). Sein Schwiegersohn, der jüdische Chirurg Alfred Haas, betrieb eine Privatklinik (Nr. 17 und 19). Der Herausgeber Fritz Gerlich (1883–1934) lebte bis zu seiner Inhaftierung und Ermordung im Haus Nr. 21.
Während der Zeit des Nationalsozialismus war ab 1940 die NS-Pferderennsportorganisation Kuratorium für das Braune Band von Deutschland im Haus Nr. 7 untergebracht. Im Haus Nr. 11 wurde ein so genanntes Judenhaus eingerichtet.
Mehrere Institutionen haben oder hatten ihren Sitz in der Straße, so die ehemalige Königliche Kunstgewerbeschule, heute Paläontologische Staatssammlung mit dem Paläontologischen Museum (Nr. 10), und die Isar-Amperwerke bzw. E.ON, heute Hochschule für Politik München.

## Bauten
| Nr. | Funktion | errichtet | Beschreibung | Bild           |
| --- | --- | --------- | --- | -------------- |
| 1   | |           | |                |
| 2   | Rückseite des Lenbachhauses |           | |                |
| 3   | |           | |                |
| 5   | Mietshaus | 1900      | fünfgeschossiger Neurenaissancebau mit erhöhtem vorspringenden Treppenturm, von Leonhard Romeis | weitere Bilder |
| 7   | Wohnhaus | 1901/02   | viergeschossiger neugotischer Bau mit getrepptem Ziergiebel, errichtet von Leonhard Romeis für Joseph Schülein | weitere Bilder |
| 9   | Mietshaus | 1901/02   | dreigeschossiger Neurenaissancebau mit Reliefdekor und polygonalem Erkerturm, von Leonhard Romeis | weitere Bilder |
| 10  | Bayerische Staatssammlung für Paläontologie und Geologie mit dem Paläontologischen Museum, ehemals Teil der Kunstgewerbeschule | 1899/1902 | repräsentativer, dreigeschossiger, weitgehend freistehender Neubarockblock mit Lichthof, Bauplastik und Freitreppe an der Südseite, von Leonhard Romeis; bauzeitliche Einfriedung                                               | weitere Bilder |
| 11  | Mietshaus | 1900/01   | viergeschossiger Neurenaissancebau mit Kastenerker und getrepptem Zwerchhausgiebel, von Leonhard Romeis | weitere Bilder |
| 13  | Mietshaus | 1905      | viergeschossiger Neurenaissancebau mit Satteldach, Kastenerker und plastischem Dekor, von Fritz Seidlmair | weitere Bilder |
| 14  | Städtische Kindertagesstätte „Friedrich Schiedel“                                                                              |           | |                |
| 15  | Mietshaus | 1903/04   | viergeschossiger breit gelagerter Satteldachbau mit Zwerchgiebel und historistisch-tektonischer gestalteter Putzfelderfassade, von August Zeh, nach Kriegsschäden vereinfacht wiederhergestellt, 1997/98 Fassadenrekonstruktion | weitere Bilder |
| 16  | Studentenwohnheim der Van-Calker-Stiftung                                                                                      |           | 30 Studentenappartements und 3 Ehepaarwohnungen |                |
| 17  | Mietshaus | 1910/11   | viergeschossiger Jugendstilbau mit zwischen Dreiseiterker eingespannten Längsbalkonen mit aufwändigen Metallgittern, von Franz Rank                                                                                             | weitere Bilder |
| 18  | Mietshaus | 1899/1900 | viergeschossiger, weitgehend freistehender Eckbau des Historismus mit turmartigen Ecktausbildungen, von Leonhard Romeis | weitere Bilder |
| 19  | Wohnhaus, ehemalige Privatklinik Dr. Haas                                                                                      | 1910/11   | viergeschossiger Jugendstilbau mit rustizierendem Erdgeschoss und darüber einem von zwei Dreiseiterkern eingespannten Längsbalkon, von Max Neumann, Fassade vereinfacht                                                         | weitere Bilder |
| 27  | Mietshaus | um 1900   | viergeschossiger historistischer Eckbau mit mittigem Kastenerker und seitlichen Balkonen; Gedenktafel für Fritz Gerlich, der in diesem Haus wohnte                                                                              | weitere Bilder |